# Champagnac-de-Belair
Champagnac-de-Belair (tiếng Occitan Champanhac) là một xã của Pháp, nằm ở tỉnh Dordogne trong vùng Aquitaine của Pháp. Xã này có diện tích 18,46 km2, dân số năm 2004 là 736 người. Xã nằm ở khu vực có độ cao trung bình 115 m trên mực nước biển.

## Hành chính
| Danh sách các xã trưởng                |               |                  |                  |         |
| Giai đoạn                              | Giai đoạn     | Tên              | Đảng             | Tư cách |
| 1994                                   | décembre 2006 | Michel Neveu     | -                | -       |
| décembre 2006                          | đương nhiệm   | Bernard Naboulet | không chính thức | hưu trí |
| Tất cả các dữ liệu trước đây không rõ. |               |                  |                  |         |

## Thông tin nhân khẩu
| Năm    | 1962 | 1968 | 1975 | 1982 | 1990 | 1999 | 2004 |
| ------ | ---- | ---- | ---- | ---- | ---- | ---- | ---- |
| Dân số | 584  | 590  | 557  | 606  | 658  | 685  | 736  |

}}